# Campylobacter jejuni
A Campylobacter jejuni a proteobaktériumok egyik faja.

## Tudnivalók
A Campylobacter jejuni általában az állatok, főleg a madarak (Aves) ürülékében található meg. Testfelépítése csavarvonalas. Nem termel spórákat és oxigénre van szüksége a megélhetéshez; továbbá Gram-negatív baktérium. A kórokozó baktériumok egyike. Világszerte a gyomor-bélhurutos (gasztroenteritisz) megbetegedések egyik fő okozója. Az általa okozott ételmérgezés nagyon kimerítő lehet, viszont csak ritkán halálos. A Guillain–Barré-szindróma (GBS) kiváltásának 30%-ért ez a baktérium felelős; a szindróma 2-3 héttel a megbetegedés után lép fel.
Az ember főleg baromfiudvaron keresztül léphet kapcsolatba vele. Ez a baktériumfaj, főleg a madarak emésztőrendszerében él. Kutatások szerint, az Egyesült Királyságban levő Oxfordshire-ben a seregély (Sturnus vulgaris) 30%-a Campylobacter jejunival fertőzött. Az északkelet-angliai Gatesheadben, a csókák (Coloeus monedula) megtanulták, hogy a tejesember által a küszöbön hagyott műanyag tejes doboz fedelét csipegetéssel ki tudják nyitni, így a Campylobacter jejuni nevű baktérium, mely a madár ürülékében található, megfertőzte a tejet. A brit Egészségügyi Minisztérium azt tanácsolta, hogy semmisítsék meg ezeket a tejpalackokat, és olyanokat gyártsanak a jövőben, amiket a madarak nem tudnak felnyitni. A vad- és háziszárnyasok mellett, ez a baktérium a szarvasmarhában is fellelhető, viszont ezekben az állatokban nem okoz kárt. A szóban forgó baktériumot felfedezték a vombatfélék (Vombatidae) és a kengurufélék (Macropodidae) ürülékében is; ez pedig korábban az úgynevezett felfedezők hasmenését okozhatta.

## Képek

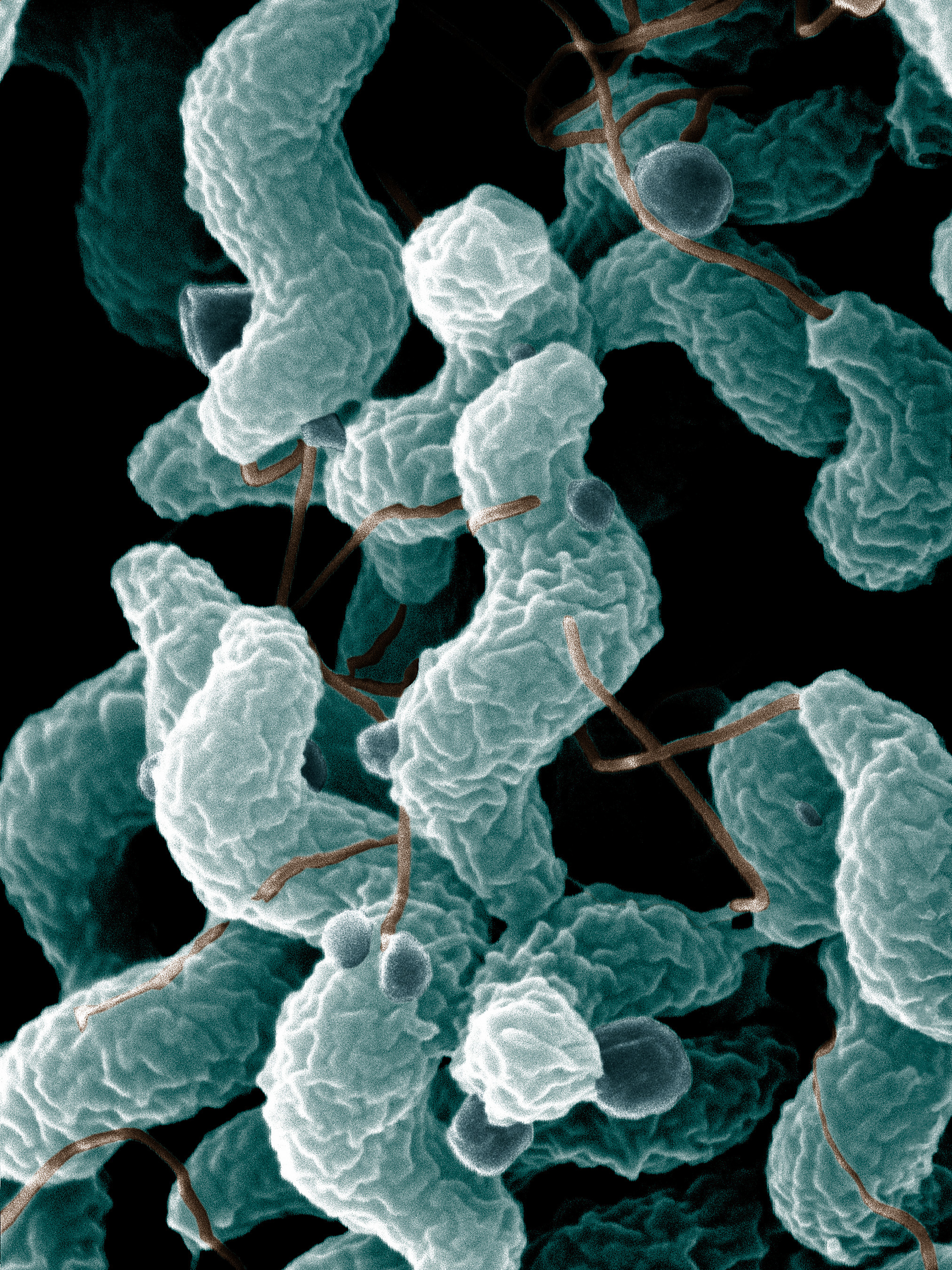
Felnagyított példányok
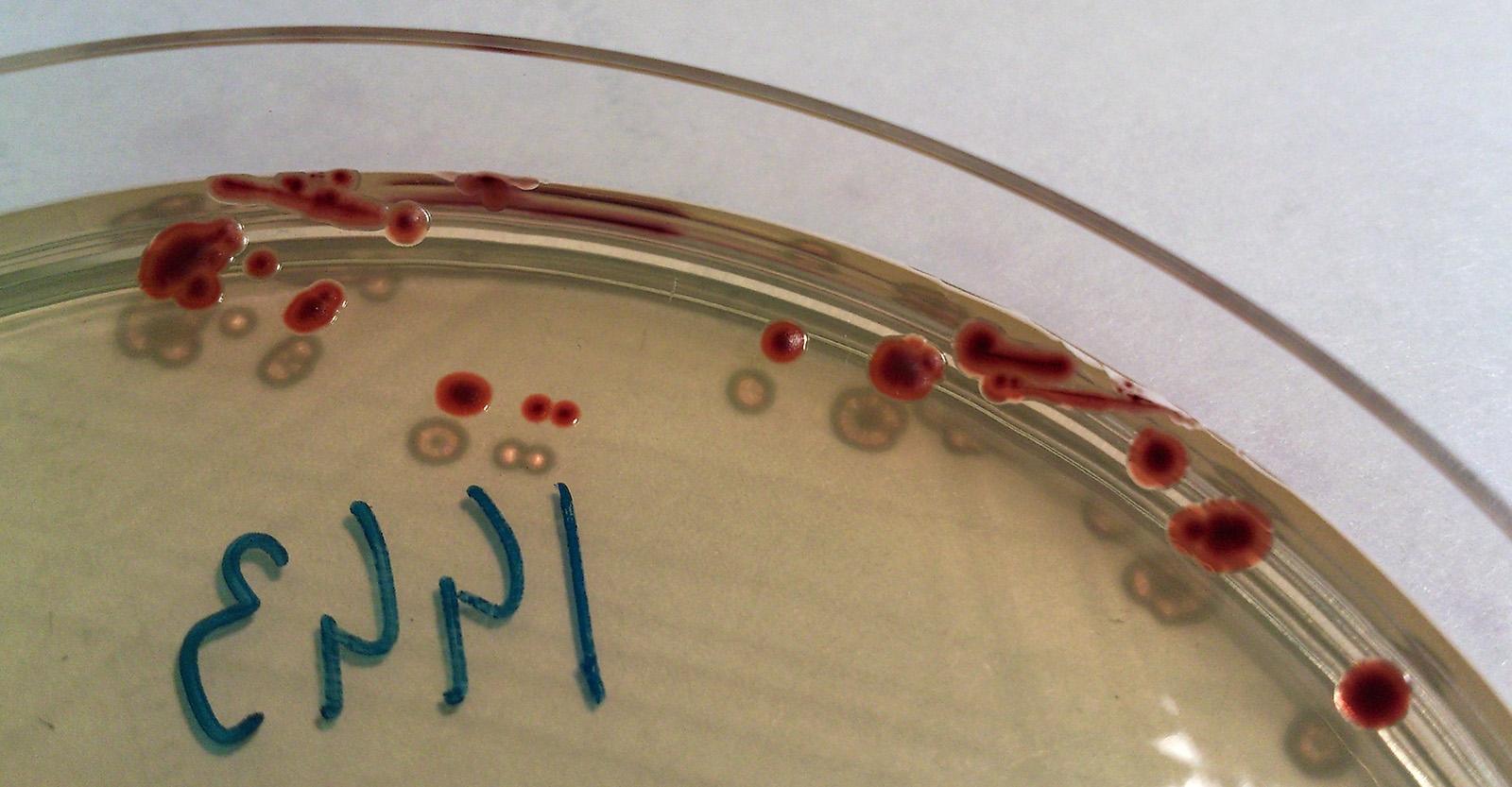
A kolóniái
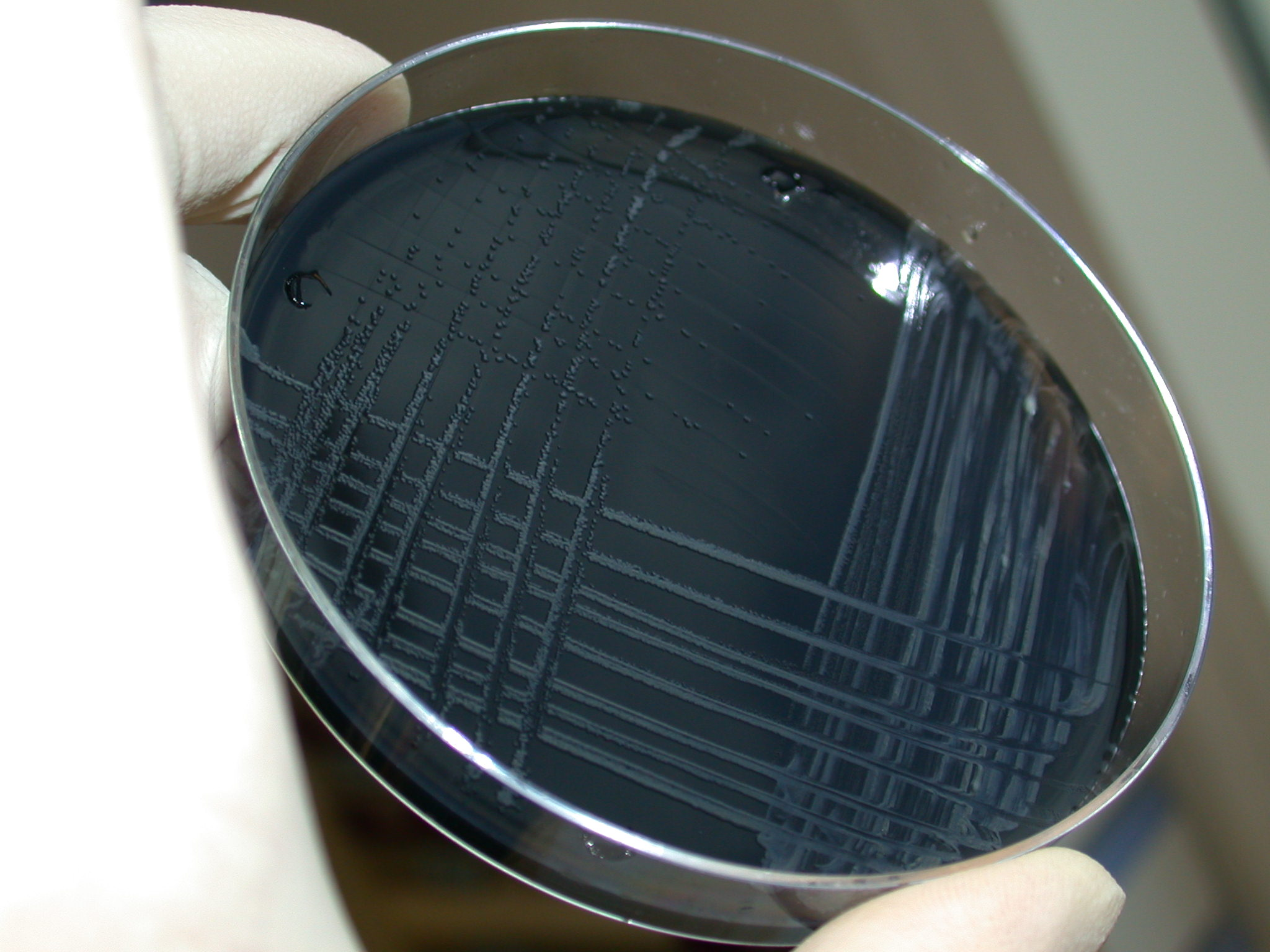

## Fordítás
Ez a szócikk részben vagy egészben  a   Campylobacter jejuni című angol Wikipédia-szócikk ezen változatának fordításán alapul.  Az eredeti cikk szerkesztőit annak laptörténete sorolja fel. Ez a jelzés csupán a megfogalmazás eredetét és a szerzői jogokat jelzi, nem szolgál a cikkben szereplő információk forrásmegjelöléseként.